# 永豊辣醤

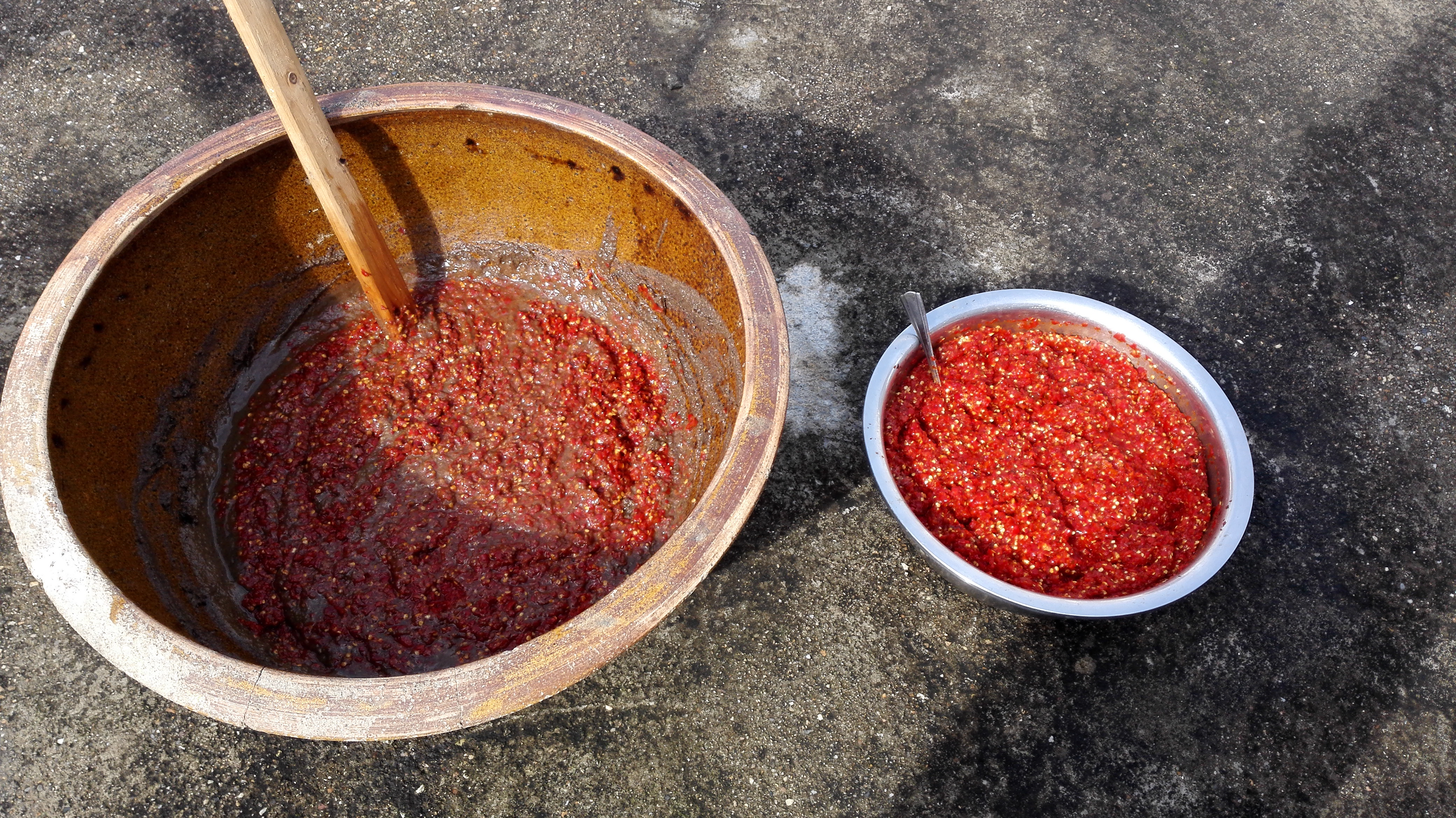
永豊辣醤の例

永豊辣醤（えいほうラージャン、中国語: 永丰辣酱）は、中華人民共和国湖南省婁底市双峰県永豊街道に伝わる唐辛子味噌である。
永豊辣醤の製造技術は湖南省の無形文化遺産に指定されている。